# Thamnobryum ceylonense
Thamnobryum ceylonense là một loài Rêu trong họ Neckeraceae. Loài này được (M. Fleisch.) Enroth miêu tả khoa học đầu tiên năm 1994.